# بيري رايلي
بيري رايلي (بالإنجليزية: Perry Riley)‏ هو لاعب كرة قدم أمريكية أمريكي، ولد في 3 مايو 1988 في أتلانتا في الولايات المتحدة.

## وصلات خارجية
- بيري رايلي على موقع مرجع كرة القدم المحترفة.كوم (الإنجليزية)